# Wilk, psy i ludzie
Wilk, psy i ludzie – opowiadanie Adolfa Dygasińskiego, reprezentujące nurt naturalizmu w polskiej literaturze pozytywistycznej. Opowiadanie zostało po raz pierwszy wydane w tomie Nowele (1883).

## Fabuła
Jego akcja toczy się w końcu XIX wieku, w małej wsi w okolicach Narwi. Bohaterem jest wychowany przez człowieka wilk Buta. Wilczek został odnaleziony przez Wicka Sobonia – pasterza krów, i sprzedany narratorowi. Początkowo zwierzę wychowywało się z innymi psami. Jednak niechęć psów, a także uprzedzenia ludzi co do wilczej natury, wreszcie wypadek z zagryzioną indyczką spowodowały, że musiano oddać go do samotnej leśniczówki Izydora Wywiałkiewicza. Buta zaprzyjaźnił się z chłopcem "Laksandrem" (Aleksandrem). Wielka przyjaźń kończy się wraz ze śmiercią chłopca i wzruszającą sceną ratowania go przez wilka, który usiłował ogrzać go swym futrem. Od tej pory opuszczony Buta wędrował po lasach, by na końcu zginąć zabity przez chłopów, którzy zemścili się za zagryzionego prosiaka.

## Odbiór
Ok. 1990 roku opowiadanie było lekturą uzupełniającej dla kasy VII.

## Analiza
A. Barcz analizowała utwór w kontekście literatury nt. ekologii i relacji pomiędzy czlowiekiem a dzikim zwierzęciem.